# 萩芦镇
萩芦镇是中华人民共和国福建省莆田市涵江区下辖的一个乡镇级行政单位。

## 行政区划
萩芦镇下辖以下地区：
东张村、双亭村、洪南村、崇圣村、崇联村、崇福村、萩芦村、林美村、潭井村、深固村、友谊村、南下村、官林村、利东村、洪里村、梅洋村、樟洋村、水办村、晏井村和枫山村。